# 쇼쿄
쇼쿄(正慶, しょうきょう/しょうけい)는 일본의 연호(元号) 중 하나이다. 지묘인 왕통(持明院統, 이후의 북조)에서 사용되었다.
- 전후 : 겐토쿠(元徳) 이후 - 겐코(元弘) 이전.
- 시기 : 1332년 ~ 1333년 5월 25일
- 천황 : 다이카쿠지 왕통(大覚寺統, 이후의 남조)의 고다이고 천황
  - 막부측에서는 지묘인 왕통의 고곤 천황을 세웠다.
- 쇼군 : 가마쿠라 막부의 모리쿠니 친왕
- 싯켄 : 호조 모리토키

## 개원(改元)
- 겐토쿠 3년 8월 9일(율리우스력 1331년 9월 1일)
  - 고다이고 천황은 「겐토쿠」에서 「겐코」로 개원을 하지만 막부는 이것을 인정하지 않고 계속해서 「겐토쿠」 연호를 사용한다.
- 같은 해 9월 20일(10월 22일)
  - 막부는 고곤 천황을 새로운 천황으로 즉위시킨다.
- 겐토쿠 4년 / 겐코 2년(1332년)
  - 고다이고 천황은 오키로 유배를 간다.
- 같은 해 4월 28일(5월 23일)
  - 고곤 천황은 「쇼쿄」로 개원한다.
- 쇼코 2년 / 겐코 3년(1333년)
  - 고다이고 천황이 돌아와 가마쿠라 막부를 쓰러뜨린다.
- 같은 해 5월 25일(7월 7일)
  - 고곤 천황이 퇴위하고 「쇼쿄」 연호는 폐지된다.

## 출전
『주역』

## 서력과의 대조표
| 쇼쿄 | 원년     | 2년      |
| ---- | -------- | -------- |
| 서력 | 1332년   | 1333년   |
| 남조 | 겐코 2년 | 겐코 3년 |
| 간지 | 임신     | 계유     |

## 같이 보기
- 일본의 연호 일람